# Una visita inesperada (obra de teatro)

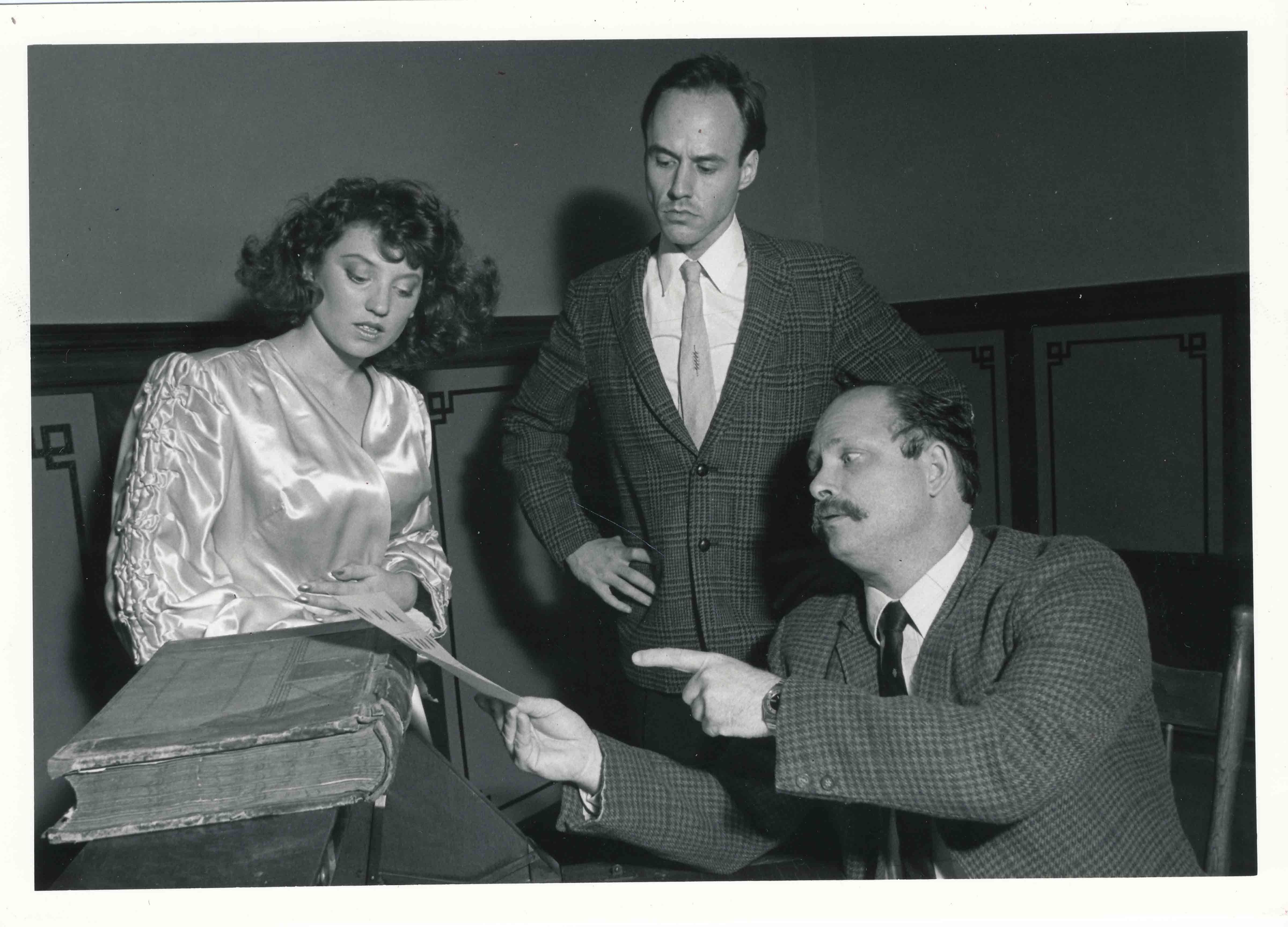
Una visita inesperada (título original: The Unexpected Guest).

Una visita inesperada (título original: The Unexpected Guest) es una obra de teatro de 1958 escrita por la novelista Agatha Christie, representada por primera vez en el Duchess Theatre de Londres, el día 12 de agosto del mismo año. 
Es una de las piezas teatrales más célebres de la escritora, tanto así que en el año 1999 fue publicada en forma de novela. La novelización de ésta corrió a cargo de Charles Osborne, el conocido escritor australiano.

## Argumento
Una noche de tormenta Michael Starkwedder se pierde por una carretera de Gales por lo que acude a una mansión cercana a pedir ayuda, sin embargo allí descubre que se acaba de cometer un asesinato. La asesina, esposa del difunto, ha confesado. Sin embargo, algo inquieta a Starwedder, y es que los hechos parecen evidentes... demasiado evidentes, así que en lugar de llamar a la policía, comienza a investigar por su cuenta en una casa en la que todos son sospechosos, y es que todos tenían motivos para asesinar al señor de la casa, un hombre cruel y despiadado.

## Estreno
- Duchess Theatre, Londres, 12 de agosto de 1958.[1]
  - Dirección: Hubert Gregg.
  - Intérpretes: Philip Newman, Renée Asherson, Nigel Stock, Winifred Oughton, Christopher Sandford, Violet Farebrother, Paul Curran, Tenniel Evans, Michael Golden, Roy Purcell.

## Representaciones en español
- Teatro Infanta Isabel, Madrid, 1959.[2]
  - Intérpretes: Manuel Dicenta, Julia Gutiérrez Caba, Consuelo Company, Luisa Rodrigo, Fernando Nogueras, Ángel de la Fuente, José Cuadrado, Ricardo Lucía.
- Teatro Arlequín, Madrid, 1972.[3]
  - Versión: José Luis Alonso.
  - Intérepretes: Manuel Conde, Ana María Vidal, Ángel Picazo, Blanca Sendino, Fabián Fonsana, Magda Roger, Vicente Vega, Enrique Ciurana.
- Teatro Real Cinema, Madrid, 2006.
  - Dirección: Gerardo Malla.
  - Intérpretes: Jaime Blanch, Charo Soriano (sustituida por Alejandra Torray), Tomás Sáez, César Diéguez, Cristina de Inza, Miguel Ángel Fernández, Fermín Sanles, Karmele Aranburu.